# Carlus
Cet article possède un paronyme, voir Carlux.
Carlus est une commune française située dans le département du Tarn, en région Occitanie. Sur le plan historique et culturel, la commune est dans l'Albigeois, une région naturelle agricole correspondant aux environs de la ville d’Albi.
Exposée à un climat océanique altéré, elle est drainée par le Ruisseau de Carrofoul, le ruisseau Rieumas et par divers autres petits cours d'eau.
Carlus est une commune rurale qui compte 659 habitants en 2022, après avoir connu une forte hausse de la population depuis 1975.  Elle fait partie de l'aire d'attraction d'Albi. Ses habitants sont appelés les Carlusiens ou  Carlusiennes.

## Géographie

### Localisation
Commune de l'aire urbaine d'Albi située au sud-ouest d'Albi dans l'Albigeois.

### Communes limitrophes
Carlus est limitrophe de six autres communes.
Les communes limitrophes sont  Albi, Lamillarié, Le Sequestre, Poulan-Pouzols, Rouffiac et Saliès.
| Albi     | Le Sequestre   | Albi       |
| Rouffiac | Carlus         | Saliès     |
|          | Poulan-Pouzols | Lamillarié |

### Transports
Accès par la D 84 et le réseau Albibus.

### Hydrographie
La commune est dans le bassin de la Garonne, au sein du bassin hydrographique Adour-Garonne. Elle est drainée par le ruisseau de Carrofoul, le ruisseau Rieumas, l'Amadenque et par divers petits cours d'eau, qui constituent un réseau hydrographique de 12 km de longueur totale,.
Le ruisseau de Carrofoul, d'une longueur totale de 13,7 km, prend sa source dans la commune de Puygouzon et s'écoule du sud-est vers le nord-ouest. Il traverse la commune et se jette dans le Tarn à Castelnau-de-Lévis, après avoir traversé 8 communes.

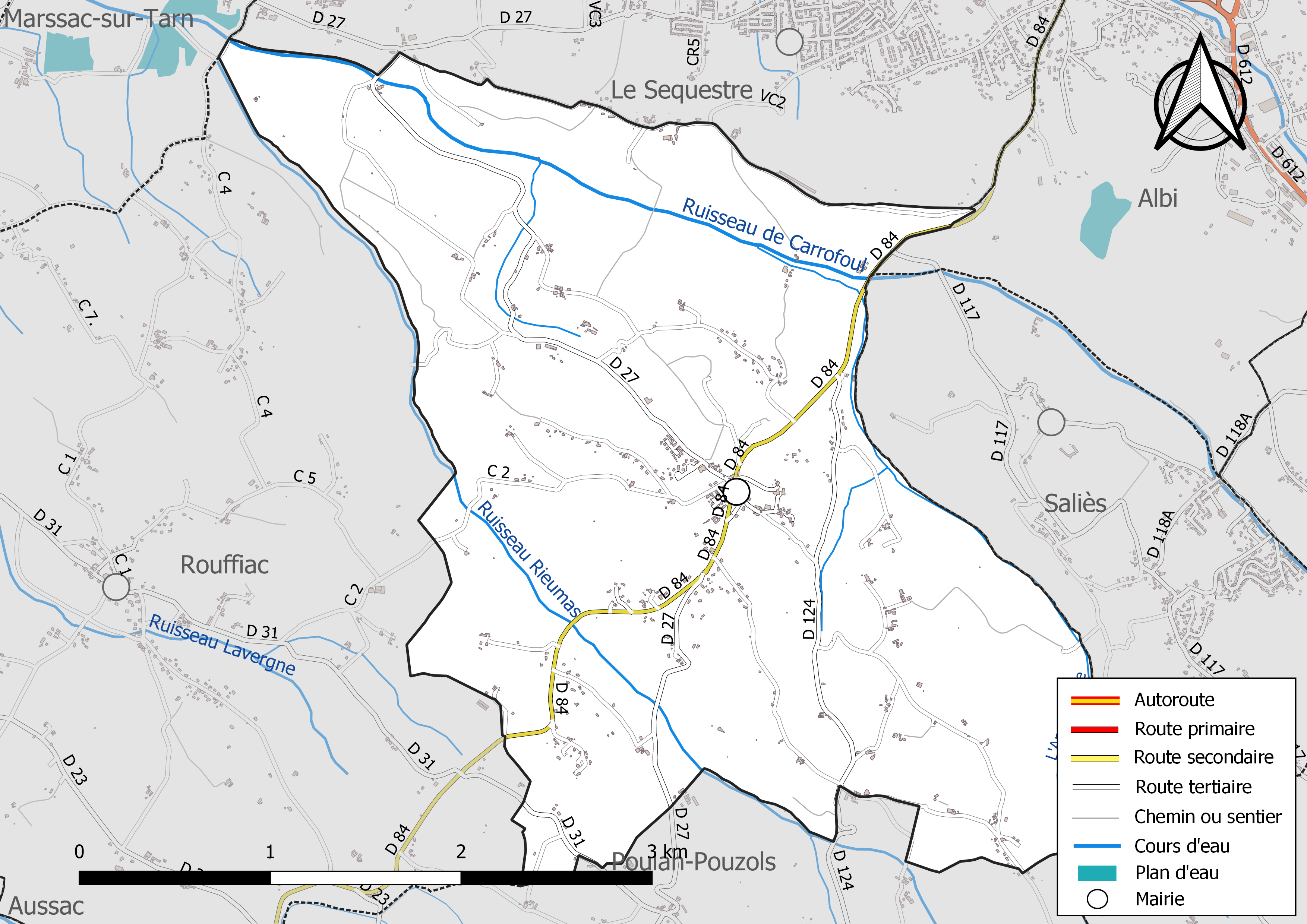
Réseaux hydrographique et routier de Carlus.

### Climat
Pour des articles plus généraux, voir Climat de l'Occitanie et Climat du Tarn.
En 2010, le climat de la commune est de type climat du Bassin du Sud-Ouest, selon une étude du Centre national de la recherche scientifique s'appuyant sur une série de données couvrant la période 1971-2000. En 2020, Météo-France publie une typologie des climats de la France métropolitaine dans laquelle la commune est exposée à un climat océanique altéré et est dans la région climatique Aquitaine, Gascogne, caractérisée par une pluviométrie abondante au printemps, modérée en automne, un faible ensoleillement au printemps, un été chaud (19,5 °C), des vents faibles, des brouillards fréquents en automne et en hiver et des orages fréquents en été (15 à 20 jours).
Pour la période 1971-2000, la température annuelle moyenne est de 12,9 °C, avec une amplitude thermique annuelle de 16,2 °C. Le cumul annuel moyen de précipitations est de 863 mm, avec 9,7 jours de précipitations en janvier et 5,7 jours en juillet. Pour la période 1991-2020, la température moyenne annuelle observée sur la station météorologique de Météo-France la plus proche, « Albi », sur la commune du Sequestre à 3 km à vol d'oiseau, est de 13,8 °C et le cumul annuel moyen de précipitations est de 733,9 mm. 
La température maximale relevée sur cette station est de 42,3 °C, atteinte le 23 août 2023 ; la température minimale est de −20,4 °C, atteinte le 16 janvier 1985,,.
Les paramètres climatiques de la commune ont été estimés pour le milieu du siècle (2041-2070) selon différents scénarios d'émission de gaz à effet de serre à partir des nouvelles projections climatiques de référence DRIAS-2020. Ils sont consultables sur un site dédié publié par Météo-France en novembre 2022.

### Milieux naturels et biodiversité
Aucun espace naturel présentant un intérêt patrimonial n'est recensé sur la commune dans l'inventaire national du patrimoine naturel,,.

## Urbanisme

### Typologie
Au 1er janvier 2024, Carlus est catégorisée commune rurale à habitat dispersé, selon la nouvelle grille communale de densité à sept niveaux définie par l'Insee en 2022.
Elle est située hors unité urbaine. Par ailleurs la commune fait partie de l'aire d'attraction d'Albi, dont elle est une commune de la couronne,. Cette aire, qui regroupe 91 communes, est catégorisée dans les aires de 50 000 à moins de 200 000 habitants,.

### Occupation des sols
L'occupation des sols de la commune, telle qu'elle ressort de la base de données européenne d’occupation biophysique des sols Corine Land Cover (CLC), est marquée par l'importance des territoires agricoles (98,1 % en 2018), en augmentation par rapport à 1990 (96,6 %). La répartition détaillée en 2018 est la suivante : 
terres arables (58,9 %), zones agricoles hétérogènes (33,3 %), prairies (5,8 %), forêts (1,9 %). L'évolution de l’occupation des sols de la commune et de ses infrastructures peut être observée sur les différentes représentations cartographiques du territoire : la carte de Cassini (XVIIIe siècle), la carte d'état-major (1820-1866) et les cartes ou photos aériennes de l'IGN pour la période actuelle (1950 à aujourd'hui).

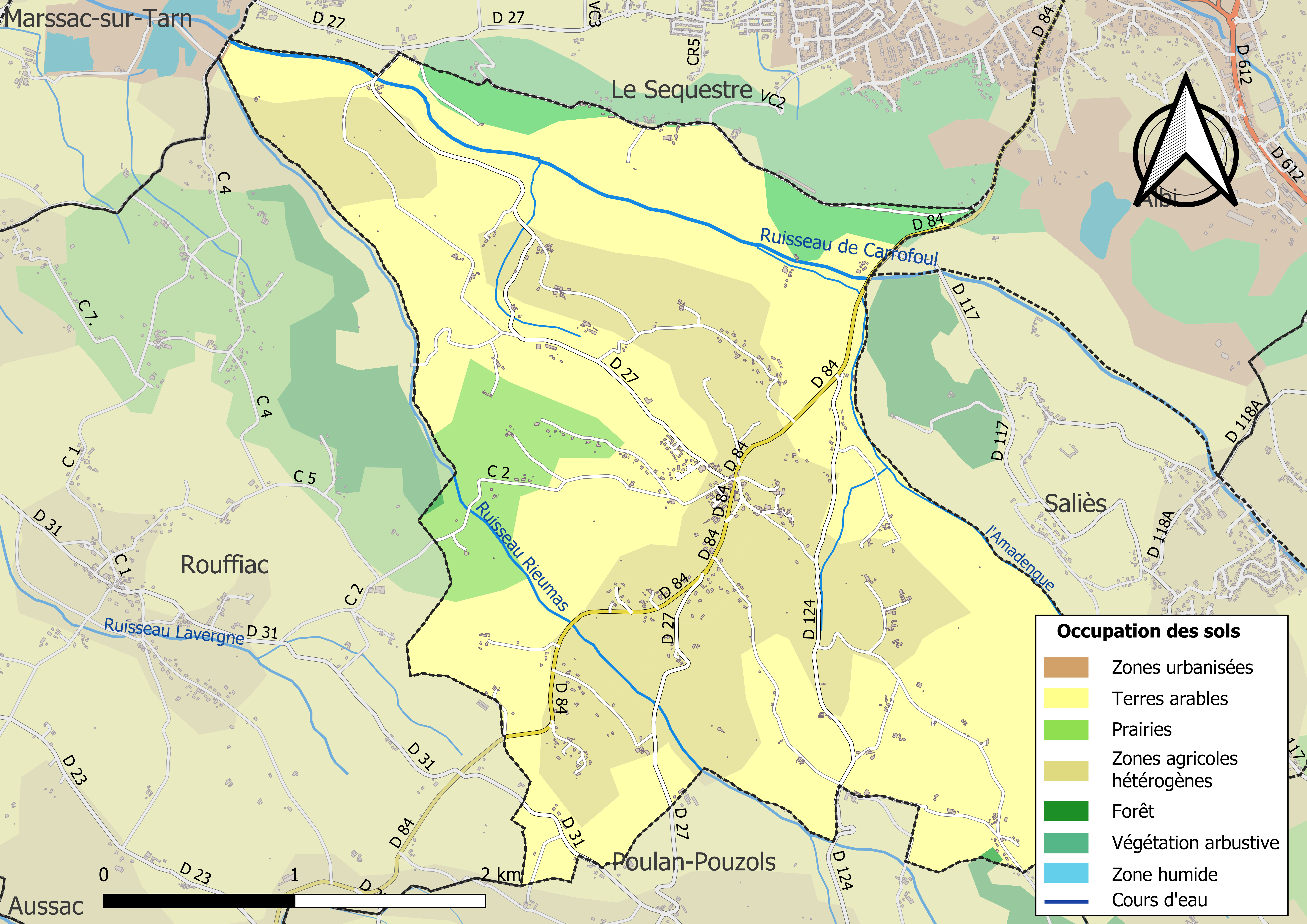
Carte des infrastructures et de l'occupation des sols de la commune en 2018 (CLC).

### Risques majeurs
Le territoire de la commune de Carlus est vulnérable à différents aléas naturels : météorologiques (tempête, orage, neige, grand froid, canicule ou sécheresse), inondations, mouvements de terrains et séisme (sismicité très faible). Il est également exposé à un risque technologique,  le transport de matières dangereuses. Un site publié par le BRGM permet d'évaluer simplement et rapidement les risques d'un bien localisé soit par son adresse soit par le numéro de sa parcelle.

#### Risques naturels
Certaines parties du territoire communal sont susceptibles d’être affectées par le risque d’inondation par débordement de cours d'eau, notamment le ruisseau de Carrofoul. La cartographie des zones inondables en ex-Midi-Pyrénées réalisée dans le cadre du XIe Contrat de plan État-région, visant à informer les citoyens et les décideurs sur le risque d’inondation, est accessible sur le site de la DREAL Occitanie. La commune a été reconnue en état de catastrophe naturelle au titre des dommages causés par les inondations et coulées de boue survenues en 1982, 1992 et 1994,.
Carlus est exposée au risque de feu de forêt. En 2022, il n'existe pas de Plan de Prévention des Risques incendie de forêt (PPRif). Le débroussaillement aux abords des maisons constitue l’une des meilleures protections pour les particuliers contre le feu,.

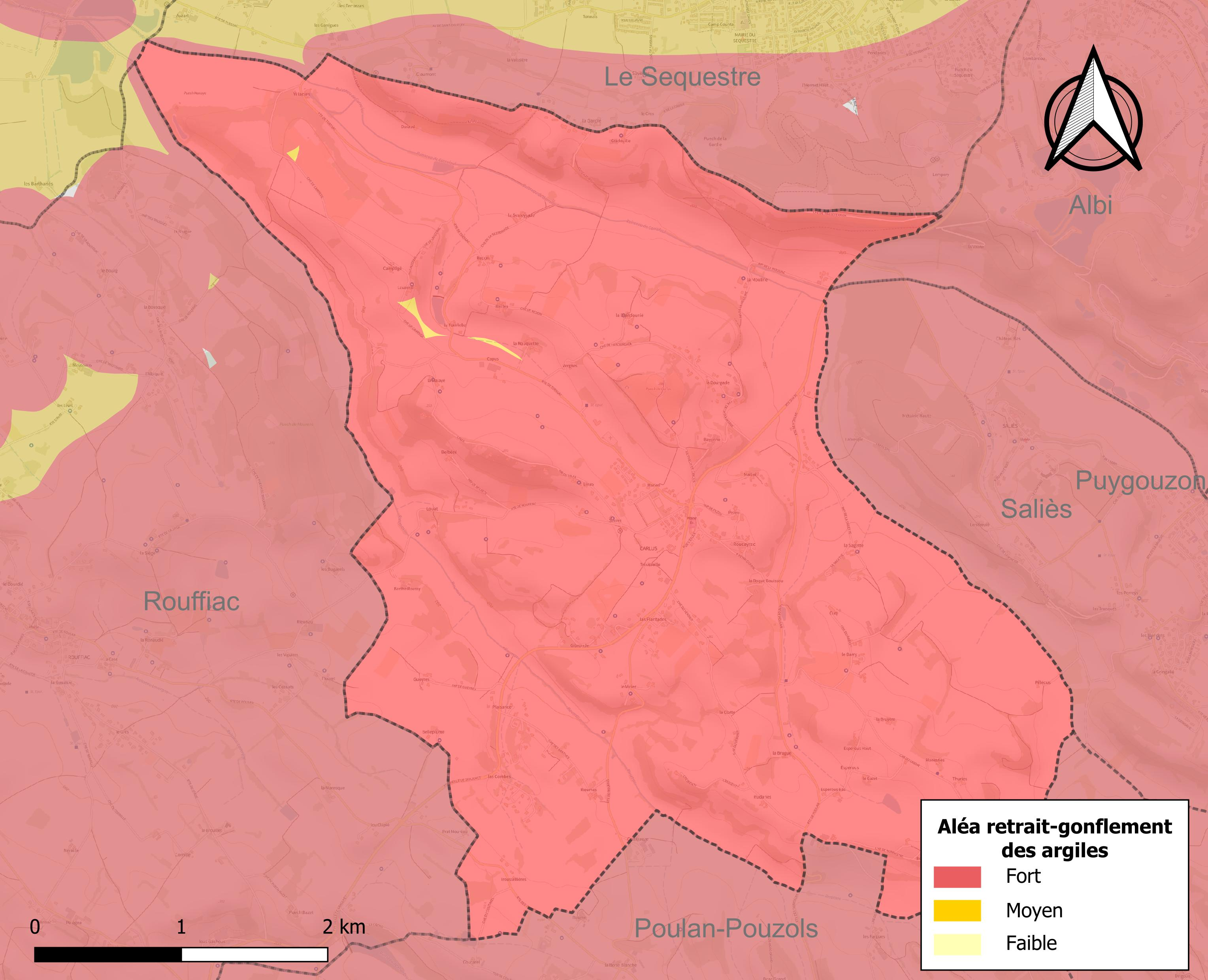
Carte des zones d'aléa retrait-gonflement des sols argileux de Carlus.

La commune est vulnérable au risque de mouvements de terrains constitué principalement du retrait-gonflement des sols argileux. Cet aléa est susceptible d'engendrer des dommages importants aux bâtiments en cas d’alternance de périodes de sécheresse et de pluie. La totalité de la commune est en aléa moyen ou fort (76,3 % au niveau départemental et 48,5 % au niveau national). Sur les 308 bâtiments dénombrés sur la commune en 2019, 308 sont en aléa moyen ou fort, soit 100 %, à comparer aux 90 % au niveau départemental et 54 % au niveau national. Une cartographie de l'exposition du territoire national au retrait gonflement des sols argileux est disponible sur le site du BRGM,.
Par ailleurs, afin de mieux appréhender le risque d’affaissement de terrain, l'inventaire national des cavités souterraines permet de localiser celles situées sur la commune.

#### Risques technologiques
Le risque de transport de matières dangereuses sur la commune est lié à sa traversée par des infrastructures routières ou ferroviaires importantes ou la présence d'une canalisation de transport d'hydrocarbures. Un accident se produisant sur de telles infrastructures est susceptible d’avoir des effets graves sur les biens, les personnes ou l'environnement, selon la nature du matériau transporté. Des dispositions d’urbanisme peuvent être préconisées en conséquence.

## Toponymie
Le nom de la commune, Carluç en occitan, adapté en Carlus en français, provient du mot « castellucium » qui est un dérivé de « castellum » et qui se traduit en latin par « château ». En effet, un château fort avait été construit au XIIIe siècle par le roi de France Louis VIII pour surveiller la région ce qui, par la même occasion, donna naissance au village.

## Histoire
La naissance du village date de 1226 avec la construction, par le roi de France Louis VIII, d'un château fort pour surveiller la région.
En 1236, la présence d’une église sur la commune est attestée dans une bulle pontificale. Elle se nomme alors l'église Saint-Pierre et Saint-Claude et elle appartient aux chanoines de la cathédrale Sainte-Cécile à Albi.
Au XIVe siècle, Carlus, comme globalement toute la région albigeoise, développe la culture du pastel dans le but de préparer des colorants et des teintures. En effet, à cette époque, l'activité artisanale principale de la commune est la draperie et les divers tisserands fournissent alors des étoffes à Albi. Cet essor de la culture du pastel se prolonge le long du XVe siècle.
Concernant le château de Carlus, celui-ci souffrent des agissements de grandes compagnies de mercenaires, que l'on appelle les routiers, et le mercenaire Jean Salazar y aurait résidé en 1443. Des troupes anglaises auraient également occupé le château. Au cours du XVIe siècle, durant les guerres de religion, le fort est pris par les ligueurs. Par la suite au XVIIe siècle, le château a été totalement démantelé sur ordre de Richelieu alors ministre de Louis XIII.
La commune de Carlus est restée la possession des chanoines de la cathédrale Sainte-Cécile jusqu'en 1789.
Au XIXe siècle, l'église du village est reconstruite. En effet, la première pierre y est apposée en 1853 et prend le nom d'église Saint-Claude de Carlus. Elle adopte alors un style néo-roman.

## Politique et administration

### Administration municipale
Le nombre d'habitants au recensement de 2011 étant compris entre 500 et 1 499 habitants, le nombre de membres du conseil municipal pour l'élection de 2014 est de quinze,.

### Rattachements administratifs et électoraux
Commune faisant partie de la communauté d'agglomération de l'Albigeois et du canton d'Albi-2 (avant le redécoupage départemental de 2014, Carlus faisait partie de l'ex-canton d'Albi-Sud).

### Liste des maires
| Période                                  | Période   | Identité         | Étiquette         | Qualité                                                  |
| ---------------------------------------- | --------- | ---------------- | ----------------- | -------------------------------------------------------- |
| mars 2001                                | mars 2014 | Thierry Ginestet |                   |                                                          |
| mars 2014                                | 2020      | Éric Guillaumin  | DVD puis Horizons | Retraité de l'armée Conseiller départemental (2015-2021) |
| Les données manquantes sont à compléter. |           |                  |                   |                                                          |

## Population et société

### Démographie
L'évolution du nombre d'habitants est connue à travers les recensements de la population effectués dans la commune depuis 1793. Pour les communes de moins de 10 000 habitants, une enquête de recensement portant sur toute la population est réalisée tous les cinq ans, les populations de référence des années intermédiaires étant quant à elles estimées par interpolation ou extrapolation. Pour la commune, le premier recensement exhaustif entrant dans le cadre du nouveau dispositif a été réalisé en 2004.

En 2022, la commune comptait 659 habitants, en évolution de −3,37 % par rapport à 2016 (Tarn : +2,52 %, France hors Mayotte : +2,11 %).
| 1793 | 1800 | 1806 | 1821 | 1831 | 1836 | 1841 | 1846 | 1851 |
| ---- | ---- | ---- | ---- | ---- | ---- | ---- | ---- | ---- |
| 483  | 545  | 548  | 607  | 620  | 565  | 555  | 596  | 595  |

| 1856 | 1861 | 1866 | 1872 | 1876 | 1881 | 1886 | 1891 | 1896 |
| ---- | ---- | ---- | ---- | ---- | ---- | ---- | ---- | ---- |
| 557  | 529  | 512  | 492  | 492  | 481  | 451  | 443  | 404  |

| 1901 | 1906 | 1911 | 1921 | 1926 | 1931 | 1936 | 1946 | 1954 |
| ---- | ---- | ---- | ---- | ---- | ---- | ---- | ---- | ---- |
| 379  | 360  | 353  | 323  | 304  | 322  | 319  | 299  | 294  |

| 1962 | 1968 | 1975 | 1982 | 1990 | 1999 | 2004 | 2006 | 2009 |
| ---- | ---- | ---- | ---- | ---- | ---- | ---- | ---- | ---- |
| 340  | 334  | 319  | 584  | 580  | 547  | 616  | 641  | 667  |

| 2014 | 2019 | 2022 | - | - | - | - | - | - |
| ---- | ---- | ---- | - | - | - | - | - | - |
| 677  | 669  | 659  | - | - | - | - | - | - |

| selon la population municipale des années : | 1968 | 1975 | 1982 | 1990 | 1999 | 2006 | 2009 | 2013 |
| Rang de la commune dans le département      | 186  | 156  | 84   | 100  | 105  | 105  | 106  | 105  |
| Nombre de communes du département           | 326  | 324  | 324  | 324  | 324  | 323  | 323  | 323  |

### Enseignement
L'enseignement sur la commune est assuré par une école maternelle et élémentaire faisant partie de l'académie de Toulouse.

## Économie

### Revenus
En 2018, la commune compte 282 ménages fiscaux, regroupant 662 personnes. La médiane du revenu disponible par unité de consommation est de 22 810 € (20 400 € dans le département).

### Emploi
|                | 2008  | 2013  | 2018  |
| -------------- | ----- | ----- | ----- |
| Commune        | 4,7 % | 4,7 % | 7,6 % |
| Département    | 8,2 % | 9,9 % | 10 %  |
| France entière | 8,3 % | 10 %  | 10 %  |

En 2018, la population âgée de 15 à 64 ans s'élève à 371 personnes, parmi lesquelles on compte 79,1 % d'actifs (71,5 % ayant un emploi et 7,6 % de chômeurs) et 20,9 % d'inactifs,. Depuis 2008, le taux de chômage communal (au sens du recensement) des 15-64 ans est inférieur à celui de la France et du département.
La commune fait partie de la couronne de l'aire d'attraction d'Albi, du fait qu'au moins 15 % des actifs travaillent dans le pôle,. Elle compte 42 emplois en 2018, contre 48 en 2013 et 61 en 2008. Le nombre d'actifs ayant un emploi résidant dans la commune est de 269, soit un indicateur de concentration d'emploi de 15,6 % et un taux d'activité parmi les 15 ans ou plus de 53,6 %.
Sur ces 269 actifs de 15 ans ou plus ayant un emploi, 23 travaillent dans la commune, soit 9 % des habitants. Pour se rendre au travail, 93,6 % des habitants utilisent un véhicule personnel ou de fonction à quatre roues, 1,1 % les transports en commun, 1,9 % s'y rendent en deux-roues, à vélo ou à pied et 3,4 % n'ont pas besoin de transport (travail au domicile).

### Activités hors agriculture
35 établissements sont implantés  à Carlus au 31 décembre 2019. Le tableau ci-dessous en détaille le nombre par secteur d'activité et compare les ratios avec ceux du département,.
| Secteur d'activité                                                                                        | Commune | Commune | Département |
| Secteur d'activité                                                                                        | Nombre  | %       | %           |
| --- | ------- | ------- | ----------- |
| Ensemble                                                                                                  | 35      | 100 %   | (100 %)     |
| Industrie manufacturière, industries extractives et autres                                                | 3       | 8,6 %   | (13 %)      |
| Construction                                                                                              | 7       | 20 %    | (12,5 %)    |
| Commerce de gros et de détail, transports, hébergement et restauration                                    | 8       | 22,9 %  | (26,7 %)    |
| Information et communication                                                                              | 2       | 5,7 %   | (2,1 %)     |
| Activités financières et d'assurance                                                                      | 2       | 5,7 %   | (3,3 %)     |
| Activités immobilières                                                                                    | 1       | 2,9 %   | (4,2 %)     |
| Activités spécialisées, scientifiques et techniques et activités de services administratifs et de soutien | 7       | 20 %    | (13,8 %)    |
| Administration publique, enseignement, santé humaine et action sociale                                    | 3       | 8,6 %   | (15,5 %)    |
| Autres activités de services                                                                              | 2       | 5,7 %   | (9 %)       |

Le secteur du commerce de gros et de détail, des transports, de l'hébergement et de la restauration est prépondérant sur la commune puisqu'il représente 22,9 % du nombre total d'établissements de la commune (8 sur les 35 entreprises implantées  à Carlus), contre 26,7 % au niveau départemental.

### Agriculture
La commune est dans la « plaine de l'Albigeois et du Castrais », une petite région agricole occupant le centre du département du Tarn. En 2020, l'orientation technico-économique de l'agriculture  sur la commune est la polyculture et/ou le polyélevage. 
|               | 1988 | 2000 | 2010 | 2020 |
| ------------- | ---- | ---- | ---- | ---- |
| Exploitations | 30   | 21   | 14   | 19   |
| SAU (ha)      | 756  | 672  | 577  | 819  |

Le nombre d'exploitations agricoles en activité et ayant leur siège dans la commune est passé de 30 lors du recensement agricole de 1988  à 21 en 2000 puis à 14 en 2010 et enfin à 19 en 2020, soit une baisse de 37 % en 32 ans. Le même mouvement est observé à l'échelle du département qui a perdu pendant cette période 58 % de ses exploitations,. La surface agricole utilisée sur la commune a quant à elle augmenté, passant de 756 ha en 1988 à 819 ha en 2020. Parallèlement la surface agricole utilisée moyenne par exploitation a augmenté, passant de 25 à 43 ha.

## Culture locale et patrimoine

### Lieux et monuments
- Église Saint-Claude de Carlus, reconstruite à partir de 1853 dans un style néo-roman.

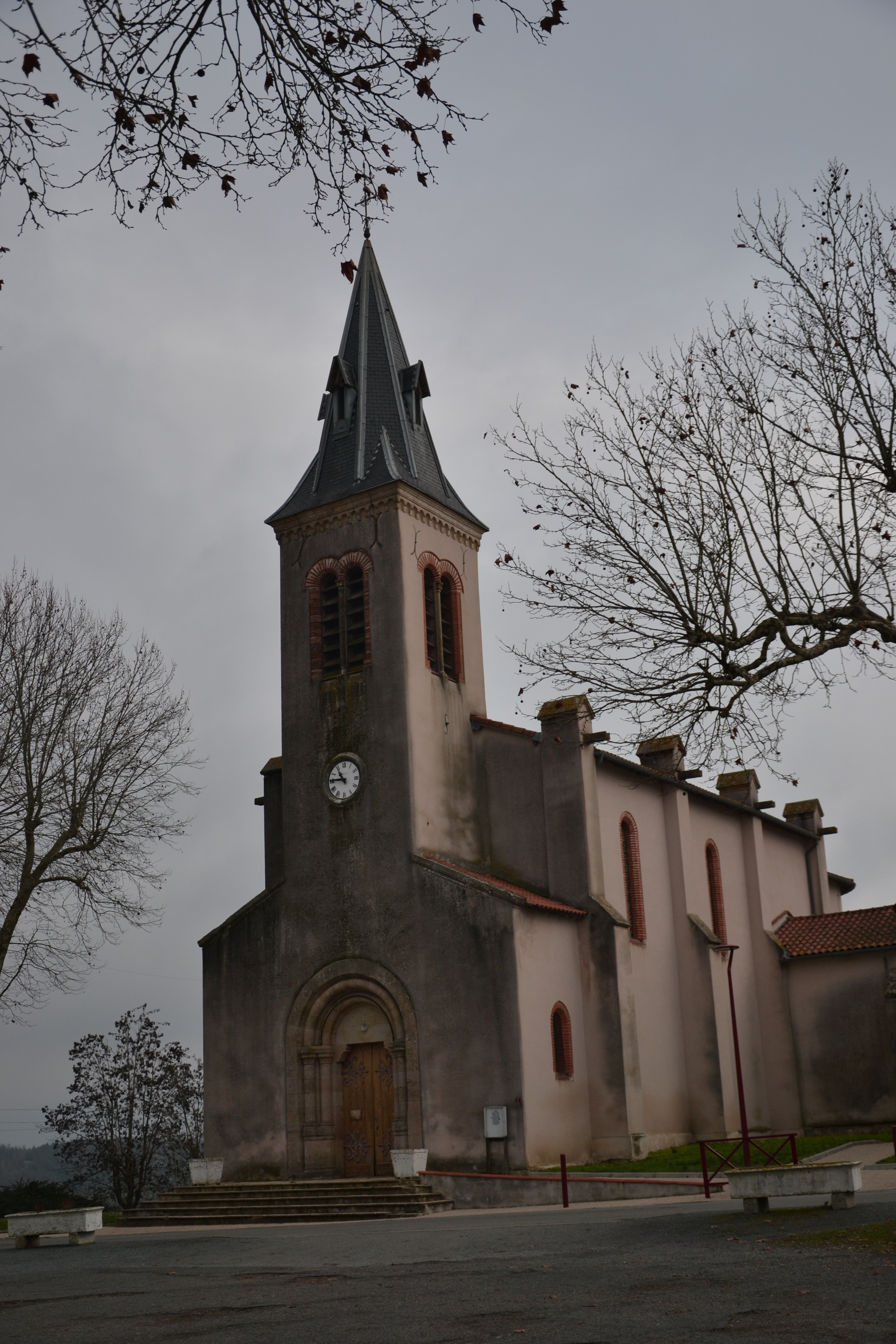
Église Saint-Claude de Carlus.

### Personnalités liées à la commune
Carlus comme la très grande majorité des communes Françaises a bénéficié dans le cadre d'une financement public de l'érection d'un monument aux morts de la grande guerre. Ce monument a été refait au cours du XXème siècle. 
Il comporte 4 enfants de la commune:
- Jules CHAMAYOU, mort pour la France le 25 août 1914,
- Edouard RICARD, mort pour la France le 5 octobre 1914,
- Raymond MATHIEU, mort pour la France des suites de blessures au combat le 15 décembre 1920 (le cousin de Raymond MATHIEU, Gaston MATHIEU est à la même époque maire de la commune voisine de Poulan),
- Noel HERAL, mort pour la France le 13 juin 1940.

## Pour approfondir